# Trøjborg Centret
Trøjborg Centret er et butikscenter i Aarhus Nord, beliggende på hjørnet af Nordre Ringgade og Aldersrovej i bydelen Trøjborg. 
Området havde tidligere været anvendt af fabrikant Viggo Ormslev, der her havde en spritfabrik. Denne blev i 1907 sammenlagt med "A/S Kjøbenhavnske Spritfabrikker", der måtte lukke grundet et midlertidigt spiritusforbud under 1. verdenskrig. Bygningerne blev i 1919 købt af elektronikfirmaet "A/S Jydsk Elektro", som fortsatte her frem til 1968, hvorefter bygningerne blev nedrevet året efter. Den ryddede grund blev indtil 1976 forhandlet flere gange, men herefter opførte et aktieselskab det nuværende Trøjborg Center efter tegning af arkitekt Thomas Bang Termansen.
56°10′21.45″N 10°12′42.29″Ø / 56.1726250°N 10.2117472°Ø